# 다이나컴웨어
다이나컴웨어(중국어: 威鋒數位開發股份有限公司, DynaComware)는 타이완에 위치한 활자 주조소 기업으로, 1987년 다이나랩(DynaLab Inc., 華康科技開發股份有限公司)이라는 이름으로 설립되었다. 한중일(CJK) 글꼴의 제공 기업으로 일본, 타이완, 홍콩, 중국, 미국에서 사업하고 있다.
다이나컴웨어의 글꼴들은 임베디드 및 모바일 장치, 중국의 소프트웨어에서 볼 수 있다. 다이나컴웨어의 주요 고객은 마이크로소프트, 애플 데일리 뉴스, 파나소닉, PC HOME, 타이완 정부, 룽화기술대학이 포함된다.

## 브랜치
| 영어 이름                       | 타이완의 표기                   | 위치                         |
| ------------------------------- | ------------------------------- | ---------------------------- |
| DynaComware Hong Kong Limited   | 華康科技(香港)有限公司          | 홍콩 완차이                  |
| DynaComware Beijing Limited     | 北京华康信息技术有限公司        | 중국 베이징                  |
| DynaComware Shanghai Limited    | 上海华康计算机技术有限公司      | 중국 상하이                  |
| DynaComware Taiwan Inc.         | 威鋒數位開發股份有限公司        | 타이완 타이페이              |
| DynaComware Corporation         | ダイナコムウェア株式会社        | 일본 도쿄                    |
| DynaLab North America (구 명칭) | DynaLab North America (구 명칭) | 미국 캘리포니아주 산타클라라 |

## 다이나폰트
이 기업의 한중일 글꼴은 다이나폰트(DynaFont, 華康字型)라는 이름으로 1988년부터 판매되고 있다.

## 같이 보기
- 대만의 기업 목록